# Benzouh
Benzouh est une commune de la wilaya de M'Sila en Algérie.